# Animax Japán
Az Animax Japán (アニマックス 日本; Hepburn: Animakkusu Nippon, ’Animakkuszu Nippon’) az Animax japán adásváltozata, amely 1998. május 20-án kezdte meg adását. Az indulásával ez lett az első Animax-változat a világon.

## Logó

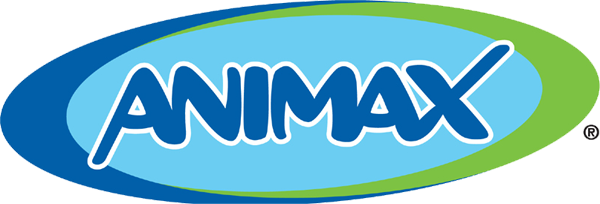
Első logó (1998–2006)
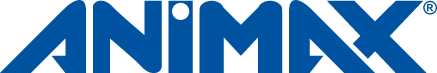
Jelenlegi logó